# Obdach
Obdach is een gemeente (marktgemeinde) in de Oostenrijkse deelstaat Stiermarken. Obdach telt 2228 inwoners en behoort tot het district Murtal.

## Geschiedenis
Obdach maakte deel uit van het district Judenburg tot dit op 1 januari fuseerde met het district Knittelfeld tot het huidige district Murtal. Op diezelfde dag werden Amering, Sankt Anna am Lavantegg en Sankt Wolfgang-Kienberg opgenomen in de gemeente Obdach.
Stadsgemeenten:
Judenburg · Knittelfeld · Spielberg · Zeltweg

Marktgemeenten:
Kobenz · Obdach · Pöls-Oberkurzheim · Pölstal · Seckau · Unzmarkt-Frauenburg · Weißkirchen in Steiermark

Overige gemeenten:
Fohnsdorf · Gaal · Hohentauern ·  Lobmingtal ·  Pusterwald · Sankt Georgen ob Judenburg · Sankt Marein-Feistritz · Sankt Margarethen bei Knittelfeld · Sankt Peter ob Judenburg